# San Andres (Romblon)
San Andres (Bayan ng San Andres) är en kommun i Filippinerna. Kommunen tillhör provinsen Romblon och ligger på ön med samma namn. Folkmängden uppgår till 13 460 invånare.
San Andres är indelat i 13 barangayer.